# Martha Borthwick
Martha "Mamah" Borthwick (Boone (Iowa), 19 juni 1869 – Spring Green (Wisconsin), 15 augustus 1914) werd vooral bekend door haar liefdesverhouding met Frank Lloyd Wright, die pas eindigde toen ze vermoord werd op 15 augustus 1914.

## Biografie
Borthwick behaalde haar BA aan de University of Michigan in 1892. Later werkte ze als bibliothecaris in Port Huron (Michigan). In 1899 trouwde Borthwick met Edwin Cheney, een ingenieur uit Oak Park (Illinois). Ze kregen twee kinderen: John (1902) en Martha (1905).
Mamah (spreek uit: "Mee-maa") en de vrouw van Wright, Catherine, ontmoetten elkaar via een vriendengroepje. Al snel kreeg Wright de opdracht een huis te ontwerpen voor Edwin en Mamah. Tegenwoordig is dit huis bekend als het Edwin H. Cheney House, dat sinds 2005 een bed & breakfast herbergt.
In 1909 verlieten Mamah en Wright hun beider echtgenoten om samen naar Europa te reizen, waar ze aanvankelijk ongeveer een jaar in Italië verbleven. Sommige historici zijn van mening dat Mamah en Wright al sinds 1905 een affaire hadden. Mamahs officiële naam was inmiddels Martha Borthwick Cheney, hoewel ze de naam van haar echtgenoot niet langer gebruikte vanaf hun scheiding in 1911, vlak na haar terugkeer uit Europa.
Bij hun thuiskomst in de Verenigde Staten keurden de meeste mensen uit hun vroegere sociale omgeving de openlijke affaire af, vooral omdat Catherine weigerde een scheiding van Frank te aanvaarden (hetgeen ze bleef doen tot 1922). De redacteur van de lokale krant in Spring Green (Wisconsin) betichtte Wright ervan het stadje te schande te hebben gemaakt. Zelfs de grotere kranten in Chicago (Illinois) deelden deze kritiek en voorspelden dat Wright opgepakt zou worden wegens immoraliteit, dit ondanks het feit dat de sheriff van Spring Green verklaarde niet genoeg bewijzen tegen het koppel te hebben. Jarenlang was de vermeende affaire van grote invloed op de carrière van Wright: hij kreeg slechts de helft van de opdrachten die hij voorheen had gekregen en zijn eerste grote project was pas weer in 1916, toen hij opdracht kreeg het Imperial Hotel, Tokyo te ontwerpen.

## Moord
Op 15 augustus 1914 leidde een ruzie tussen Wright en een van zijn recent in dienst genomen bedienden tot de moord op Mamah, Cheneys beide kinderen, drie van Wrights compagnons en een van de zoons van deze compagnons. De bediende stichtte brand in een vleugel van het woonhuis van Wright, Taliesin, en vermoordde zijn slachtoffers met een bijl, terwijl het huis afbrandde. Op dat moment was Wright in Chicago, waar hij werkte aan de bouw van de Midway Gardens.